# 弗格斯·米勒
弗格斯·米勒爵士（英語：Sir Fergus Graham Burtholme Millar，/ˈmɪlər/，1935年7月5日—2019年7月15日）是一位英国历史学家，1976年当选英國國家學術院院士，1978年成为伦敦文物学会会士，1984–2002年间任牛津大学卡姆登古代史教授，作品有《共和国晚期的罗马人群》（The Crowd in Rome in the Late Republic，1998年出版）等。